# Rostelekom
Rostelekom (ros. Ростелеком) – rosyjskie przedsiębiorstwo telekomunikacyjne z siedzibą w Moskwie.
Przedsiębiorstwo zostało założone w 1993 roku.